# Mühlenbecker Land
Mühlenbecker Land  est une commune de Brandebourg (Allemagne), située dans l'arrondissement de Haute-Havel.

## Démographie
| Année | Population |
| ----- | ---------- |
| 1875  | 2 247      |
| 1890  | 2 527      |
| 1910  | 3 514      |
| 1925  | 3 977      |
| 1933  | 5 800      |
| 1939  | 7 336      |
| 1946  | 7 814      |
| 1950  | 7 943      |
| 1964  | 7 459      |
| 1971  | 7 382      |

| Année | Population |
| ----- | ---------- |
| 1981  | 6 817      |
| 1985  | 6 703      |
| 1989  | 6 349      |
| 1990  | 6 264      |
| 1991  | 6 197      |
| 1992  | 6 225      |
| 1993  | 6 508      |
| 1994  | 6 474      |
| 1995  | 6 765      |
| 1996  | 6 996      |

| Année | Population |
| ----- | ---------- |
| 1997  | 7 844      |
| 1998  | 8 995      |
| 1999  | 9 992      |
| 2000  | 10 458     |
| 2001  | 10 956     |
| 2002  | 11 291     |
| 2003  | 11 878     |
| 2004  | 12 332     |
| 2005  | 12 855     |
| 2006  | 13 213     |

| Année | Population |
| ----- | ---------- |
| 2007  | 13 608     |
| 2008  | 13 780     |
| 2009  | 13 888     |
| 2010  | 14 071     |
| 2011  | 14 075     |
| 2012  | 14 293     |
| 2013  | 14 455     |
| 2014  | 14 606     |
| 2015  | 14 795     |
| 2016  | 14 823     |

| Année | Population |
| ----- | ---------- |
| 2017  | 14 996     |
| 2018  | 15 126     |
| 2019  | 15 308     |
| 2020  | 15 430     |

Les sources de données se trouvent en detail dans les Wikimedia Commons.

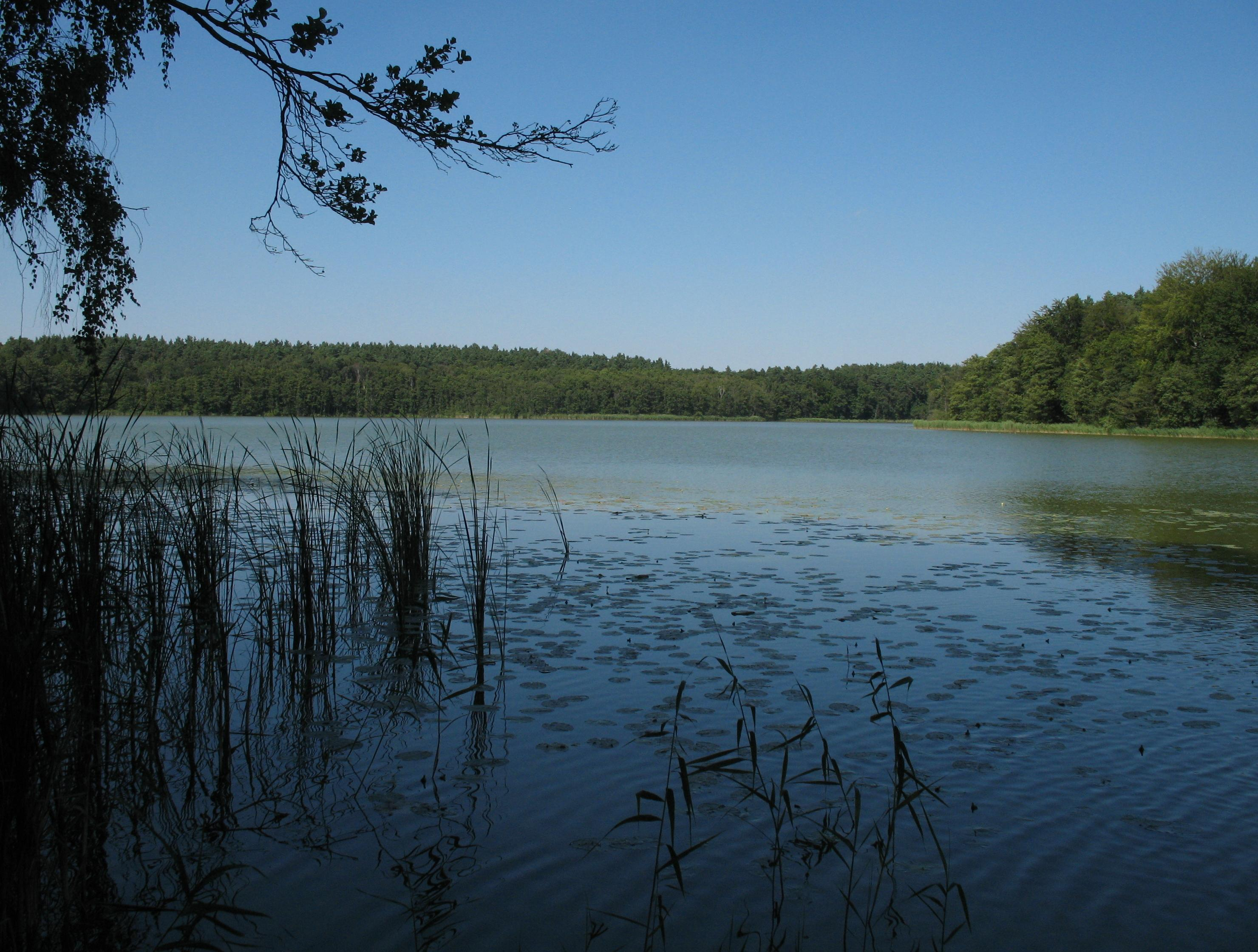
Lac "Mühlenbecker See".
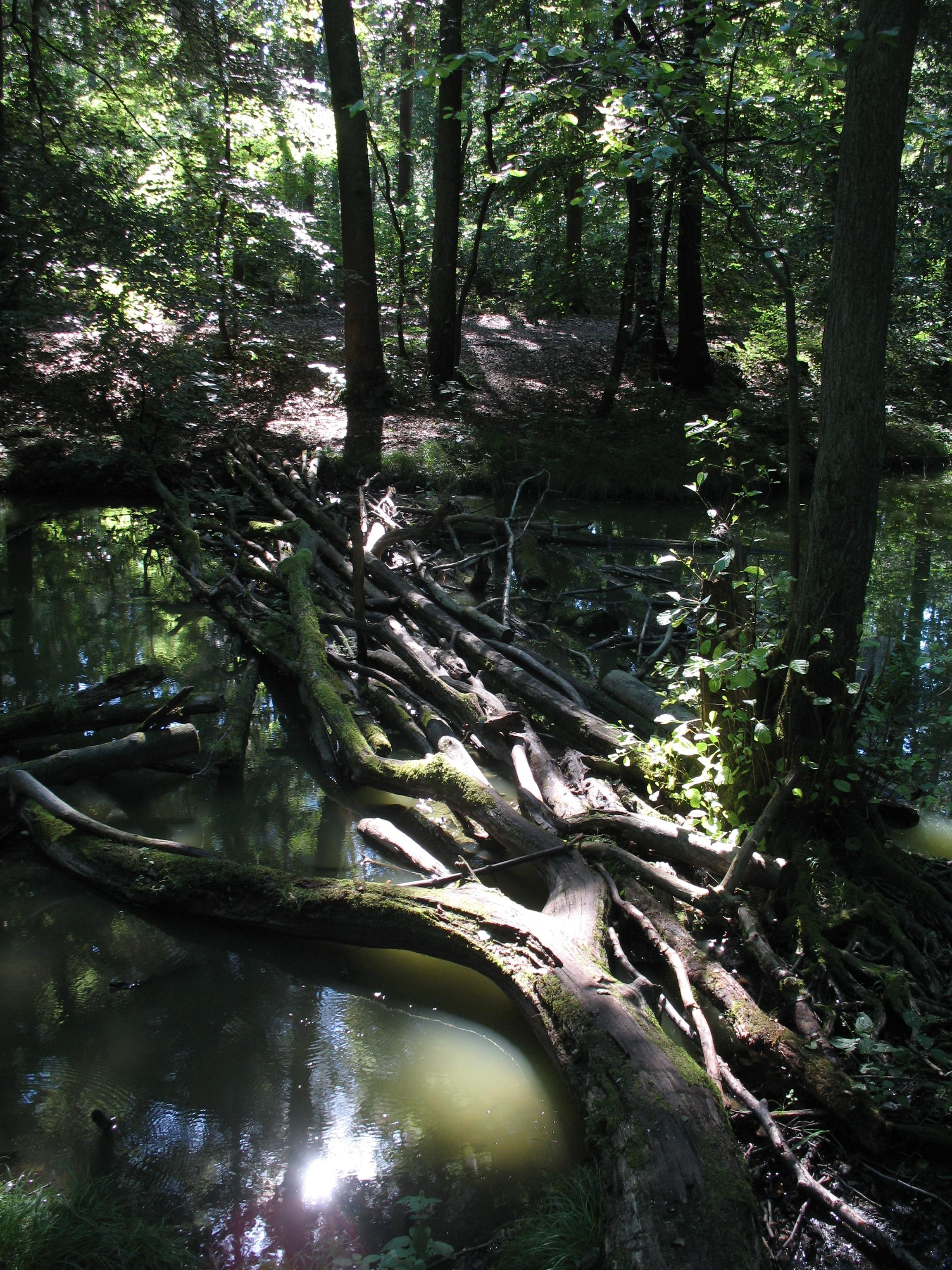
Ruisseau "Tegeler Fließ".

## Personnalités liées à la ville
- Leopold Krug (1770-1843), économiste mort à Mühlenbeck.
- Carl Wilhelm Leopold Krug (1833-1898), botaniste né à Mühlenbeck.
- Erwin Lambert (1909-1976), architecte né à Schildow.